# حسني الخفش
حسني صالح الخفش (1917 – 1972) ناشط في الحركة العمالية والنقابية العربية في فلسطين زمن الانتداب البريطاني.

## سيرته
ولد في قرية مردة في قضاء نابلس عام 1917؛ إنضم لجمعية العمال العرب الفلسطينيين عام 1932، ثم أصبح مسؤولاً عن فرع الجمعية في نابلس سنة 1945 وبعد النكبة لم يبق من الجمعية إلا فرع نابلس الذي قاده حسني الخفش. بعد قرار التقسيم تألفت لجان قومية في المدن الفلسطينية واختير الخفش أميناً لسر لجنة نابلس. أُنتخب أميناً عاماً لنقابات العمال الفلسطينيين في نابلس سنة 1950 التي حظرتها الأردن فيما بعد. ثم أُنتخب أميناً عاماً للاتحاد العام لعمال فلسطين لدورتين متتاليتين وأميناً عاماً مساعداً للاتحاد الدولي للعمال العرب في دوريتين متتاليتين (1965 – 1969). كما كان عضواً في المجلس الوطني الفلسطيني.
ألف كتاب “تاريخ العمال العرب في فلسطين” ومذكرات “حول تاريخ الحركة العمالية العربية الفلسطينية”.